# Aragno
Aragno è una frazione abruzzese della città dell'Aquila nell'omonima provincia, situato a circa sette chilometri dal capoluogo di Regione.

## Descrizione
Il borgo, situato a 1070 m s.l.m., con una popolazione di circa 400 abitanti residenti, è immerso in una natura selvaggia e incontaminata nel bel mezzo della catena montuosa del Gran Sasso d'Italia, trovandosi così isolato rispetto ai più grandi centri abitati. Fino al 1927 faceva parte del comune di Camarda, ma a seguito della riforma amministrativa del comune e della provincia dell'Aquila voluta dal fascismo, conosciuta come riforma della Grande Aquila, entrò a far parte del comune aquilano. Negli ultimi decenni il borgo si sta lentamente spopolando a causa della forte emigrazione. Aragno fa parte del Consiglio Territoriale di Partecipazione numero 8 con Collebrincioni, Torrione, San Francesco, San Giacomo.
I danni subiti a seguito del devastante terremoto dell'Aquila del 2009 sono stati molto contenuti rispetto alla città e altre frazioni dell'Aquila, probabilmente grazie al fatto di trovarsi su un terreno roccioso al di fuori della zona compresa tra l'epicentro e la faglia di Paganica. Più precisamente si sono registrati alcuni crolli fra i casolari più antichi costruiti in pietra ma comunque disabitati ormai da decenni. Inoltre alcuni edifici di nuova costruzione sono del tutto inagibili. Per il grande aiuto offerto alla popolazione nel periodo posteriore al sisma tramite la Protezione Civile, è di recente istituzione il gemellaggio con la città di Erba.
Il paese è collegato a L'Aquila da una strada provinciale, passante per Collebrincioni, e da una strada comunale, e a Camarda da una strada, anch'essa comunale. Non molto lontano dal centro abitato passa l'autostrada A24 Roma-Teramo.
Si svolgono durante l'estate due feste patronali, di Sant'Antonio da Padova a giugno, e di Santa Barbara ad agosto-settembre, in quest'ultima con messa e pranzo caratteristico sull'omonimo monte. Durante le feste sono presenti inoltre processioni, bande musicali, giochi folkloristici, giostre, concerti, cinema e fuochi pirotecnici. In passato nel paese aveva luogo annualmente una sagra eno-gastronomica, la "Sagra della pecora alla cottora", che si sta tentando di riportare in voga.

## Geografia fisica

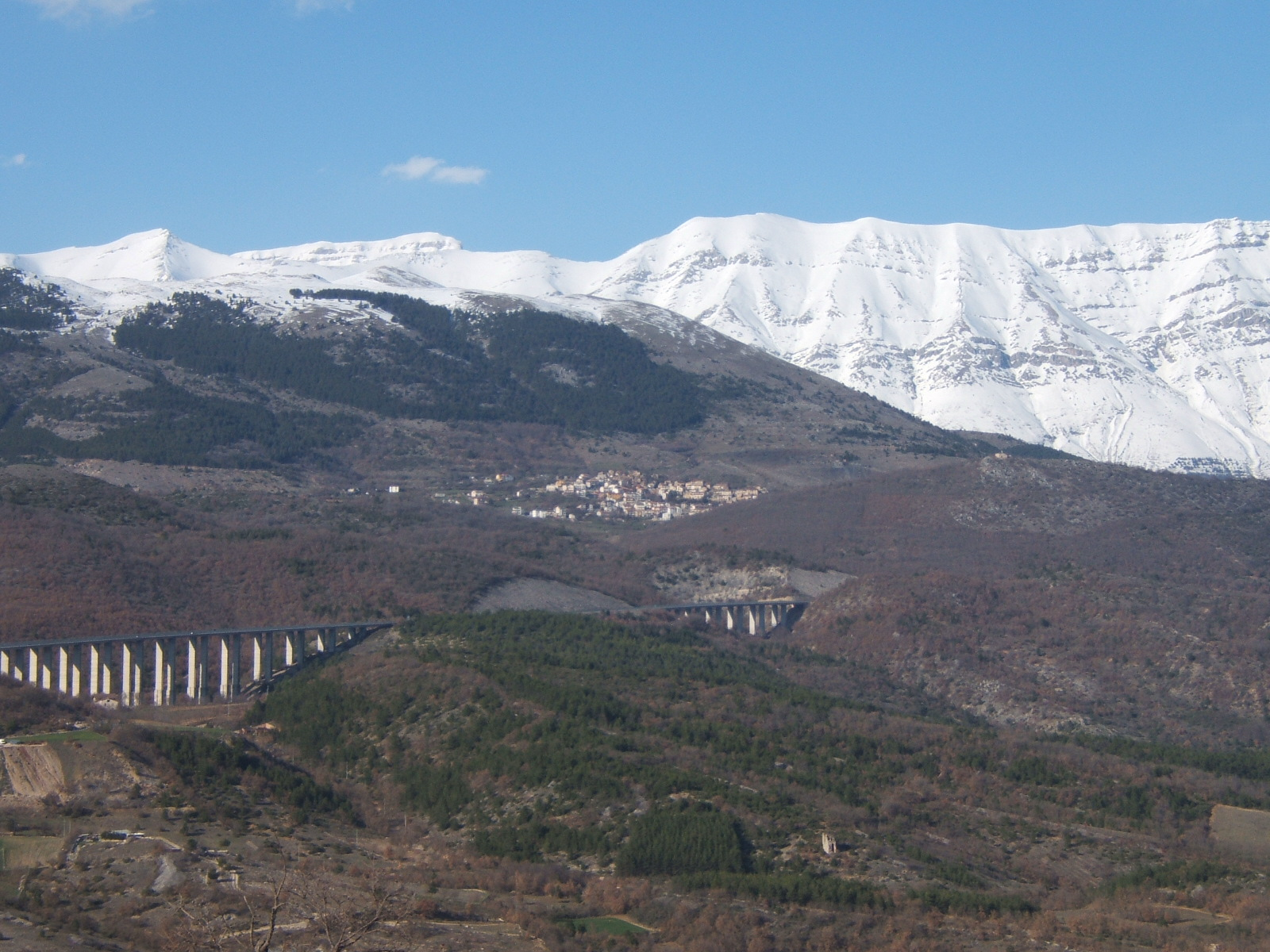
Aragno e catena del Gran Sasso d'Italia

Il paese è situato sul versante sud del Monte di Aragno, la cui cima tocca i 1553 metri s.l.m., sul confine del Parco nazionale del Gran Sasso e Monti della Laga e in una posizione panoramica sulla conca aquilana.
L'abitato si sviluppa da sud-est a nord-ovest, in un'altitudine compresa tra i 990 m e i 1100 m circa, con una netta distinzione tra la parte più antica, "Il Colle" e quella più recente, "La Macchia". A sud, in posizione frontale rispetto all'abitato, si trova il Monte di Santa Barbara, 1080 metri s.l.m., sulla cui cima sorge l'omonima chiesetta.
A nord dell'abitato, invece, si trova una fitta pineta, frutto del rimboschimento effettuato nel dopoguerra, e vari sentieri che salgono in montagna, utilizzati un tempo da pastori e agricoltori e oggi soprattutto da cacciatori ed escursionisti. Il patrimonio naturalistico non è stato minimamente intaccato dal grave incendio verificatosi nella vicina montagna di San Giuliano nel 2008, e in molte zone della frazione comunale vige il divieto di caccia, data al vicinanza del Parco Nazionale.
I paesi limitrofi sono Collebrincioni a ovest, Camarda e Assergi a est, Paganica, Tempera, San Giacomo e la città dell'Aquila a sud.

## Monumenti e luoghi d'interesse

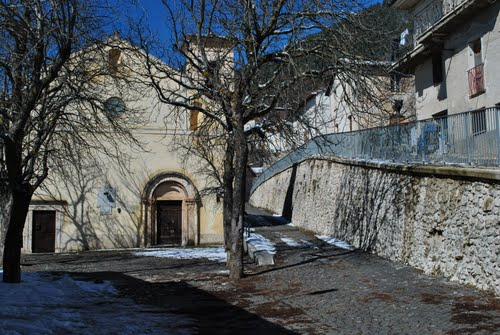
Chiesa di Santa Maria Maddalena

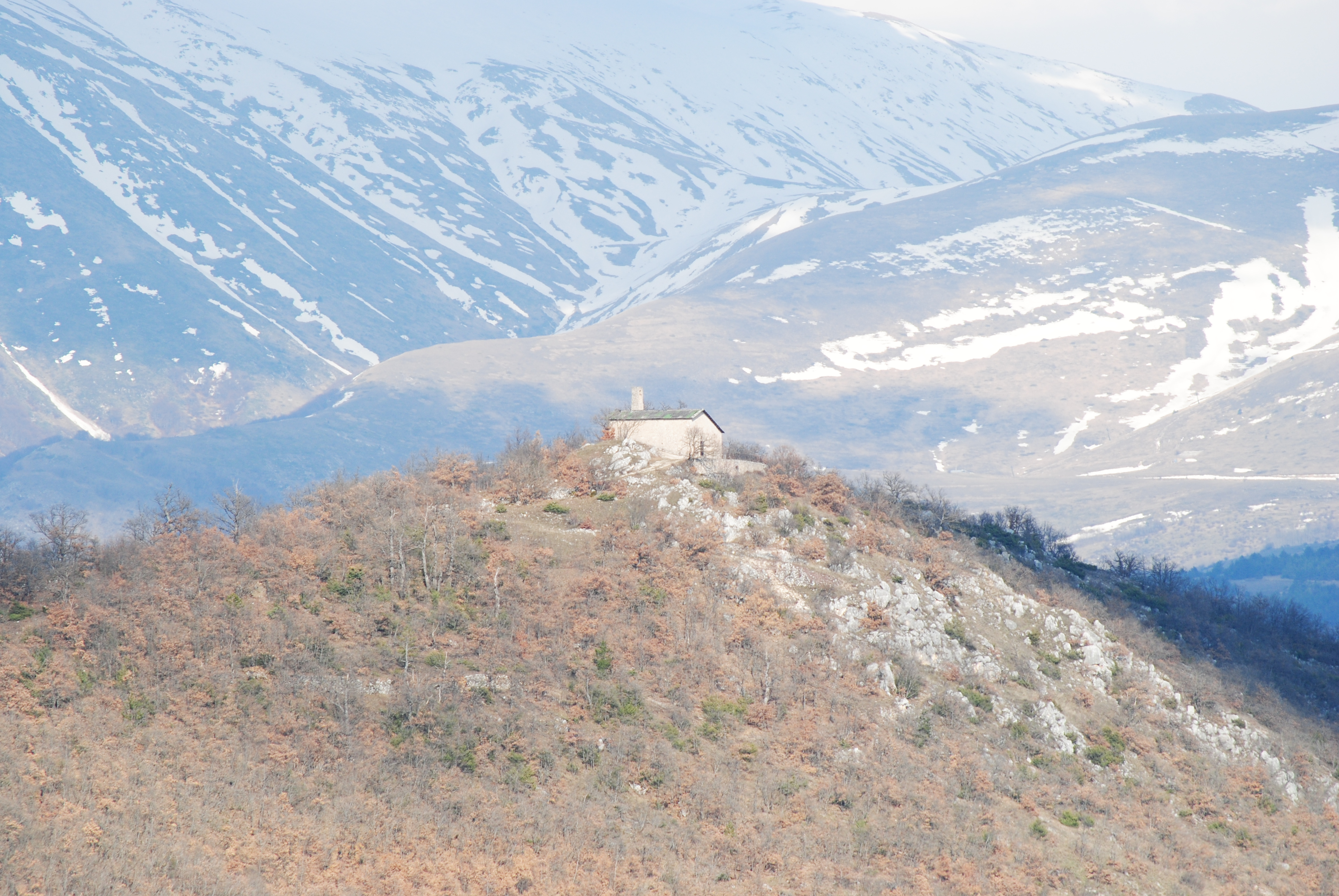
Chiesetta di Santa Barbara

Di particolare interesse architettonico sono la chiesa di Santa Maria Maddalena del XVIII secolo, la chiesa di Santa Barbara e la chiesa di Santa Maria della Vittoria risalente al XII secolo.

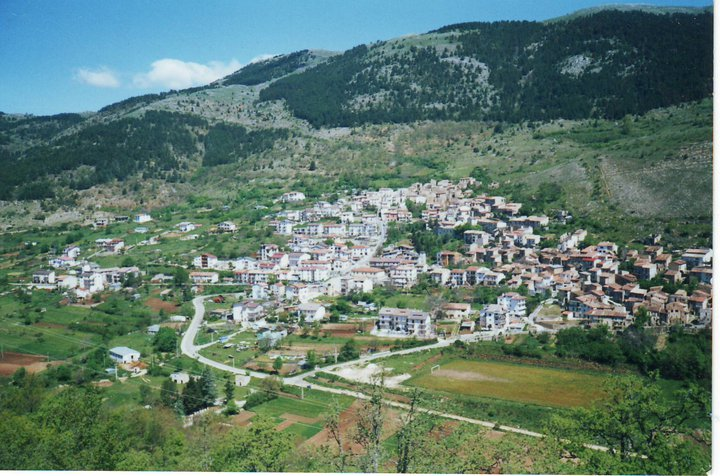
Aragno vista dal Monte Santa Barbara

- Chiesa di Santa Maria Maddalena: chiesa parrocchiale, risalente all'anno 1000. Esternamente su articola in un grosso corpo cruciforme, con basso tiburio quadrato all'incrocio dei bracci del transetto, coperto a padiglione, le tessiture murarie laterali sono scabre, la facciata è intonacata, con torre campanaria laterale, un frontone sull'angolo anteriore nord e un prezioso portale romanico ad arco a tutto sesto con profonde strombature, capitelli a fogliame di acanto e palma, colonnine laterali lisce. Risale al 1300. La facciata è ripartita in due ordini da cornice marcapiano, la parte sommitale è a timpano liscio, nella parte centrale c'è un'incurvatura verso le ali. Tre nicchie sono presenti sotto la cornice centrale. La parte inferiore è caratterizzata da due portali, uno dei quali romanico. L'altro introduce alla cappella della Congregazione. L'interno a navata unica è barocco, rispecchiando l'antico impianto a croce latina, con volta a botte lunettata, con ampia pseudo-cupola all'incrocio. Le pareti si articolano in un'originale sequenza architettonico-plastica, che vede due campate di altari inframmezzate da un unico largo intercolumnio al centro.
- Chiesetta di Santa Barbara: piccola chiesa posta sopra la montagna che sovrasta Aragno. Risale all'anno 1000.
- S. Maria della Vittoria: è un tabernacolo costruito per volere del popolo dopo il 1278, e fu intitolato alla Madonna della Vittoria dopo il voto fatto da Carlo d'Angiò dopo aver ucciso in battaglia suo fratellastro Corradino di Svevia nel 1278 a Tagliacozzo. Fu poi restaurata e trasformata in una chiesetta in stile gotico tardivo nel 1480 circa di tipo bernardiniano (S. Bernardino da Siena).
- Santa Lucia: è una chiesetta dell'anno 1000, rinforzata sul lato ovest da un'altra stanza dopo il sisma del 1703 e nel 1800 il pezzo superiore. Fu chiusa al culto dal vescovo Manieri nel 1821. Questa chiesa poggia su un paleosuolo del 1000 a.C. (età del ferro).

La prima associazione sportiva nacque nei primi anni ottanta grazie alla volontà di alcuni giovani di allora di fondare una squadra di calcio. Militò per qualche anno nel campionato di terza categoria fin quando per diversi motivi la società si sciolse. Solo recentemente, nel 2007, sempre grazie alla volontà di alcuni giovani, si è tornati ad avere una squadra di calcio; nella prima stagione nel campionato di terza categoria si è piazzata a metà classifica, nella seconda stagione, invece, si apprestava a vincere il campionato, avendo 11 punti sulla seconda a 4 giornate dal termine e con sole 2 sconfitte al passivo, quando si verificò il drammatico terremoto del 6 aprile e l'inevitabile sospensione dei campionati. Successivamente, però, la F.I.G.C. ha concesso alla squadra la meritata promozione al campionato di seconda categoria.